# Snakeskin (Musikprojekt)
Snakeskin ist ein 2004 begründetes Musikprojekt des Musikers Tilo Wolff, der vor allem durch seine Band Lacrimosa bekannt ist.

## Geschichte und Stil
Snakeskin wurde 2004 von Wolff gegründet. Im selben Jahr wurde das erste Snakeskin-Album Music for the Lost veröffentlicht. Die Musik zeigt Einflüsse aus Elektro, Rock, Klassische Musik und weiteren Genres. Als Grund für die Gründung des Musikprojekts gibt Wolff an, musikalische Ideen verwirklichen zu wollen, die mit Lacrimosa nicht umzusetzen waren:

„Lacrimosa lebt von der Massgabe, dass die Musik die Vertonung einer Lyrik ist. Diese Regel wollte ich nicht brechen, hatte aber trotzdem den Wunsch, Musik zu machen, die zunächst keinem Text folgt. So ist Snakeskin entstanden.“

Ein Stilmittel von Snakeskin stellt der verzerrte und verfremdete Gesang dar. Dass die Texte dadurch schwer bis gar nicht verständlich sind, ist Teil des Konzepts von Snakeskin. Im Booklet sind ebenfalls nur Auszüge der Texte zu sehen. Dieses "in den Hintergrund rücken" der Textbedeutung steht im klaren Gegensatz zu Lacrimosa und verdeutlicht die unterschiedlichen Charaktere der Projekte.  Ab dem zweiten Album Canta’Tronic wird das Konzept etwas aufgeweicht, die Stimme von Wolff ist weniger verzerrt und mit Kerstin Doelle wirkt eine Sopranistin mit.
Auf dem dritten Album "Tunes for my Santiméa" ist mit Carina Böhmer eine weitere Sängerin zu hören, die dem Album einen poppigen Anstrich verleiht. 
Das vierte Album "Medusa's Spell" wird von der Schweizer Band Kartagon begleitet.
Außer der Musik unterscheidet sich Snakeskin von Lacrimosa auch darin, dass Wolff auf ein komplett anderes Erscheinungsbild setzt.
Zur Wahl und Bedeutung des Projektnamens Snakeskin sagt Wolff:

„Einerseits ist es das Sinnbild für die zweite Haut, die man abstreift und diese Haut ist ja nicht einfach ein Abfallprodukt. [...] Eigentlich eine Art Fingerabdruck, den man allerdings abstreifen kann. Das ist auch ein bisschen Sinnbild für dieses Snakeskin-Projekt. Es ist immer noch dieselbe Person, die darin steckt, aber es ist eine Haut, die man anziehen oder abstreifen kann ohne, dass es Einfluss nimmt auf das, was sich in dieser Haut befindet.“

## Trivia
Im Oktober 2006 musste die Veröffentlichung des zweiten Albums „Canta'Tronic“ um eine Woche verschoben werden, weil der LKW, der die gesamte Auflage der ersten Pressung des Albums für Deutschland und Österreich geladen hatte, verunglückte.

## Diskografie
Alben
- 2004: Music for the Lost
- 2006: Canta'Tronic
- 2016: Tunes for My Santiméa
- 2020: Medusa's Spell

Singles
- 2004: I Am the Dark
- 2004: Melissa

Die Singles wurden 2004 gratis auf dem Wave-Gotik-Treffen verteilt.